# Le Gai savoir
Le Gai savoir es una película dirigida por Jean-Luc Godard, su producción comenzó antes de mayo del 68 y fue terminada después. Coproducida por la ORTF, la película, una vez terminada, es rechazada por la televisión francesa, y tras su salida a salas es totalmente censurada. Una vez producida la ORTF se niega a presentarla en televisión y Bavaria Ateliers permite que se presente en el Festival Internacional de Cine de Berlín. Finalmente su estreno en salas de cine se daría el 12 de julio de 1969

## Sinopsis
Dos jóvenes militantes, Patricia y Emile, se reúnen en un estudio de televisión vacío (aunque en ocasiones parece que son conscientes de esto y rompen la cuarta pared) y comienzan a discutir sobre ideas cinematográficas radicales, política francesa e internacional y socialismo. Émile es tataranieto de Jean-Jacques Rousseau (filósofo francés) y Patricia, hija de la Revolución Cultural. Escenas de la revuelta estudiantil de París, de la Guerra de Vietnam, y de otros eventos de finales de los años 1960, junto con carteles, fotografías, y dibujos de variados contextos, generalmente rayados con palabras que aportan al desarrollo temático de la película, hacen de fondo a sus palabras junto con discursos que parece vienen de una televisión. Están de acuerdo en que el cine debe reinventarse para sobrevivir, debe volver hasta sus orígenes y volver a empezar desde el principio, usando el sonido y la imagen en una manera radicalmente distinta.

## Elenco
- Jean-Pierre Léaud : Él, Émile Rousseau
- Juliet Berto: Ella, Patricia Lumumba
- Anne Wiazemsky

## Nominaciones
- Oso de Oro en el Festival Internacional de Cine de Berlín 1969 para Jean-Luc Godard.